# Woot (azienda)
Woot è una società fondata nel 2004, acquisita nel 2010 da Amazon. Il fondatore dell'omonimo sito web, Matt Rutledge, è stato amministratore delegato della società dalla sua creazione fino al 2012.
L'idea alla base del sito è la vendita in offerta di un singolo prodotto al giorno fino ad esaurimento scorte, eventualmente interrompendone la vendita allo scoccare della mezzanotte.